# Ján Kozák senior
Ján Kozák senior (* 17. April 1954 in Matejovce nad Hornádom, Tschechoslowakei) ist ein ehemaliger tschechoslowakischer Fußballspieler und derzeitiger slowakischer Fußballtrainer.

## Spielerkarriere
Ján Kozák spielte von 1969 bis 1974 für Lokomotíva Spišska Nová Ves. In diesem Jahr wechselte der offensive Mittelfeldspieler zu Lokomotíva Košice. Dort wurde er 1977 und 1979 Tschechoslowakischer Pokalsieger. 1980 wurde er von Dukla Prag verpflichtet, für das er zwei Jahre spielte und 1981 den Pokal sowie 1982 die Meisterschaft gewann. Anschließend spielte er bis zu seinem Karriereende 1986 wieder für Lokomotíva Košice.
1981 wurde Ján Kozák zum Tschechoslowakischen Fußballer des Jahres gewählt.
Zwischen 1976 und 1984 spielte er 55 Mal für die tschechoslowakische Nationalmannschaft und schoss dabei neun Tore. Kozák nahm an der Europameisterschaft 1980 teil. Für die  Weltmeisterschaft 1982 stand er im Kader, kam aber nicht zum Einsatz.

### Erfolge
- Tschechoslowakischer Meister 1982
- Tschechoslowakischer Pokalsieger 1977, 1979 und 1981
- 3. Platz Europameisterschaft 1980

## Trainerkarriere
Zwischen Juli 2005 und Januar 2010 arbeitete Ján Kozák als Trainer des slowakischen Erstligisten MFK Košice. Im April 2012 kehrte er auf die Trainerbank dieses Vereins zurück, ehe er im Juli 2013 dem Ruf des nationalen Fußballverbandes folgte und die slowakische Nationalmannschaft übernahm.
Am 15. Oktober 2018 trat er von seinem Amt als slowakischer Nationaltrainer zurück.

## Familie
Ján Kozák senior ist der Vater des einstigen slowakischen Nationalspielers und spätere Fußballtrainers Ján Kozák junior (* 1980).
Sein Neffe Filip Lesniak (* 1996) ist ebenfalls Profifußballspieler.
Sein Enkel Yannick Kozák (* 2004) entstammt der Nachwuchsabteilung von Slovan Bratislava und ist aktuell (Stand: Mai 2025) im Amateurfußball aktiv.

## Verweise
1. ↑  Neuer Nationaltrainer in der Slowakei, FUSSBALL-WM-total, 2. Juli 2013
2. ↑   Slowakischer Nationaltrainer Kozak zurückgetreten rp-online.de, abgerufen am 15. Oktober 2018

| Personendaten    | Personendaten                                                       |
| ---------------- | ------------------------------------------------------------------- |
| NAME             | Kozák, Ján senior                                                   |
| KURZBESCHREIBUNG | tschechoslowakischer Fußballspieler und slowakischer Fußballtrainer |
| GEBURTSDATUM     | 17. April 1954                                                      |
| GEBURTSORT       | Matejovce nad Hornádom, Tschechoslowakei                            |